# Okręg wyborczy Liverpool
Okręg wyborczy Liverpool powstał w 1295 r. i wysyłał do angielskiej, a następnie brytyjskiej, Izby Gmin dwóch deputowanych. W 1868 r. liczbę mandatów przypadających na okręg zwiększono do trzech. Okręg obejmował miasto Liverpool. Został zlikwidowany w 1885 roku.

## Deputowani do brytyjskiej Izby Gmin z okręgu Liverpool

### Deputowani w latach 1295–1660
- 1559: Thomas Smith
- 1563–1567: Richard Molyneux
- 1563–1567: Ralph Sekerston
- 1584–1585: Arthur Atye
- 1588–1589: Francis Bacon
- 1597–1598: Thomas Gerard
- 1621–1622: Thomas May
- 1621–1622: William Johnson
- 1624–1625: Thomas Gerard
- 1625: James Stanley, lord Stanley
- 1628–1629: Henry Jermyn
- 1640–1648: Richard Wynn
- 1640–1650: John Moore
- 1649–1659: Thomas Birch
- 1659: Gilbert Ireland
- 1659: ? Blackmore

### Deputowani w latach 1660-1868
- 1660–1675: Gilbert Ireland
- 1660–1670: William Stanley
- 1670–1677: William Bucknall
- 1675–1677: William Banks
- 1677–1679: Ralph Assheton
- 1677–1679: Richard Atherton
- 1679–1685: Ruisshe Wentworth
- 1679–1685: John Dubois
- 1685–1689: Richard Atherton
- 1685–1689: Thomas Legh
- 1689–1694: Richard Savage, wicehrabia Colchester, wigowie
- 1689–1695: Thomas Norris
- 1694–1695: Thomas Brotherton
- 1695–1698: Jasper Maudit
- 1695–1701: William Norris
- 1698–1708: William Clayton
- 1701–1723: Thomas Johnson
- 1708–1710: Richard Norris
- 1710–1713: John Cleiveland
- 1713–1715: William Clayton
- 1715–1722: Edward Norris
- 1722–1724: William Cleiveland
- 1723–1724: Langham Booth
- 1724–1734: Thomas Bootle
- 1724–1729: Thomas Brereton
- 1729–1734: Thomas Aston
- 1734–1756: Thomas Salusbury
- 1734–1754: Richard Gildart
- 1754–1755: John Hardman
- 1755–1767: Ellis Cunliffe
- 1756–1761: Charles Pole
- 1761–1780: William Meredith
- 1767–1780: Richard Pennant, torysi
- 1780–1796: Bamber Gascoyne, torysi
- 1780–1784: Henry Rawlinson
- 1784–1790: Richard Pennant, torysi
- 1790–1806: Banastre Tarleton, torysi
- 1796–1831: Isaac Gascoyne, torysi
- 1806–1807: William Roscoe, wigowie
- 1807–1812: Banastre Tarleton, torysi
- 1812–1823: George Canning, torysi
- 1823–1830: William Huskisson, torysi
- 1830–1837: William Ewart, wigowie
- 1831–1831: Evelyn Denison, wigowie
- 1831–1847: Dudley Ryder, wicehrabia Sandon, Partia Konserwatywna
- 1837–1842: Cresswell Cresswell, Partia Konserwatywna
- 1842–1847: Howard Douglas, Partia Konserwatywna
- 1847–1852: Edward Cardwell, Peelite
- 1847–1852: Thomas Bernard Birch, wigowie
- 1852–1853: Charles Turner, Partia Konserwatywna
- 1852–1853: William Forbes Mackenzie, Partia Konserwatywna
- 1853–1868: Thomas Horsfall, Partia Konserwatywna
- 1853–1855: Henry Liddell, Partia Konserwatywna
- 1855–1865: Joseph Christopher Ewart, Partia Liberalna
- 1865–1868: Samuel Robert Graves, Partia Konserwatywna

### Deputowani w latach 1868–1885
- 1868–1873: Samuel Robert Graves, Partia Konserwatywna
- 1868–1882: Dudley Ryder, wicehrabia Sandon, Partia Konserwatywna
- 1868–1880: William Rathbone VI, Partia Liberalna
- 1873–1880: John Torr, Partia Konserwatywna
- 1880–1885: Edward Whitley, Partia Konserwatywna
- 1880–1880: John Ramsay, Partia Liberalna
- 1880–1885: Claud Hamilton, Partia Konserwatywna
- 1882–1885: Samuel Smith, Partia Liberalna